# Avenue des Champs-Élysées
De Champs-Élysées (uitspraak /ʃɑ̃zelize/ audioⓘ), voluit Avenue des Champs-Élysées, is een avenue in de Franse hoofdstad Parijs, gelegen in het 8e arrondissement. De naam is afkomstig uit de Griekse mythologie, waar de Elysese velden de verblijfplaats van de gelukzaligen waren.
De Champs-Élysées is een van de breedste en meest prestigieuze lanen van Parijs en staat bekend als la plus belle avenue du monde ("de mooiste laan ter wereld"). De straat trekt om die reden veel bezoekers aan.

## Ligging en inrichting
De avenue is 1910 meter lang en doorsnijdt het 8e arrondissement in het noordwesten van Parijs, vanaf de Place de la Concorde in het oosten tot aan de Place Charles de Gaulle (de voormalige Place de l'Étoile) in het westen. De oostzijde van de laan wordt omzoomd door volgroeide bomen en gebouwen als het Théâtre Marigny en het Grand Palais (met daarbinnen het Palais de la Découverte). Het Élysée-paleis ligt iets ten noorden van de avenue. Verder naar het westen ligt de nadruk op winkels, bioscopen, theaters, cafés en restaurants (waarvan Fouquet's het bekendste is).
De Champs-Élysées maakt deel uit van de Axe historique, de historische zichtas in het westen van Parijs. Trekt men de laan verder door, dan vindt men in het oosten de Place de la Concorde met de Obelisk van Luxor, de Jardin des Tuileries, de Place du Carrousel (waar een kleine triomfboog staat, de Arc de Triomphe du Carrousel) en het Louvre. Aan de westkant zet de laan zich voort via de Place Charles de Gaulle (met de met de Arc de Triomphe), de Avenue de la Grande Armée, de Porte Maillot, vervolgens buiten de stadsgrenzen van Parijs de Avenue Charles de Gaulle en, op de linkeroever van de Seine in de wijk La Défense, de Esplanade du Général de Gaulle met de moderne Grande Arche. Deze westelijke verlenging van de Champs-Élysées is bijna 2 km lang.

## Geschiedenis

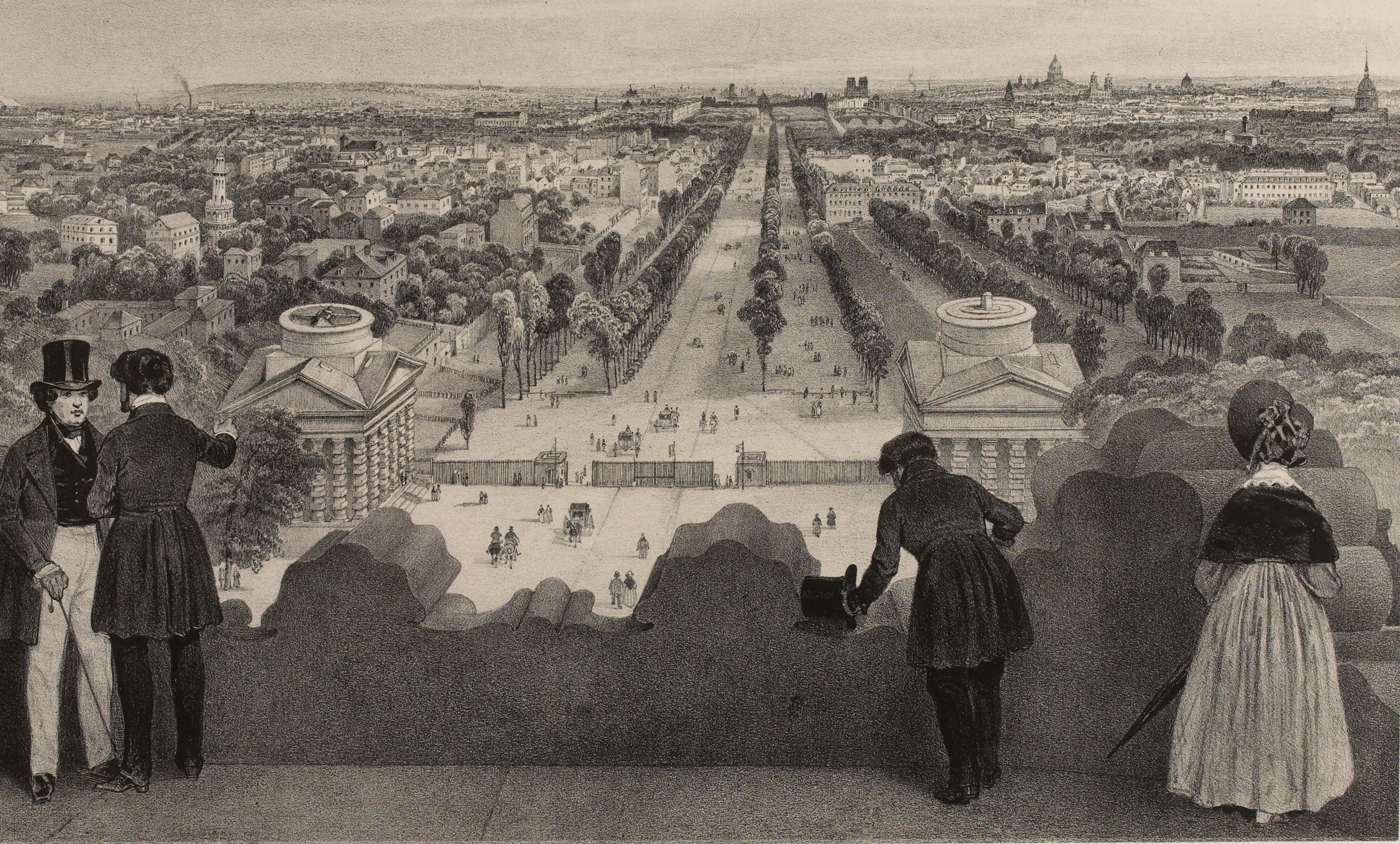
De Champs-Élysées gezien vanaf de Arc de Triomphe (ca. 1840)

### Aanleg
De Champs-Élysées waren oorspronkelijk velden en marktpleinen, totdat in 1616 Maria de' Medici besloot om de lange tuin van de Tuilerieën uit te breiden met een lange avenue begrensd door bomen. Een eeuw later, in 1716, is op een kaart van Parijs door Guillaume de L'Isle zichtbaar dat een klein aantal wegen, pleintjes en velden er nog steeds voor zorgden dat de grote axe (as) van de tuinen van de Tuilerieën tot aan de nieuw gebouwde Avenue des Tuileries werd onderbroken. In 1724 werd de avenue aangesloten aan de tuinen en verder verlengd, tot achter de Place de l'Étoile. De "Elysese velden" waar de avenue naar is genoemd, bestonden uit open parken, die al gauw werden beplant met strakke lijnen bomen. Het verguisde "Vieux Louvre" (zoals het werd genoemd op kaarten) in het oosten, nog steeds ingekapseld door gebouwen, maakte geen deel uit van de lijn. Op een kaart uit 1724 is de Grande Avenue des Champs-Elisée zichtbaar, vanuit het westen naar de nieuwe Place du Pont Tournant, tegenwoordig de Place de la Concorde.

### Vanaf 1800

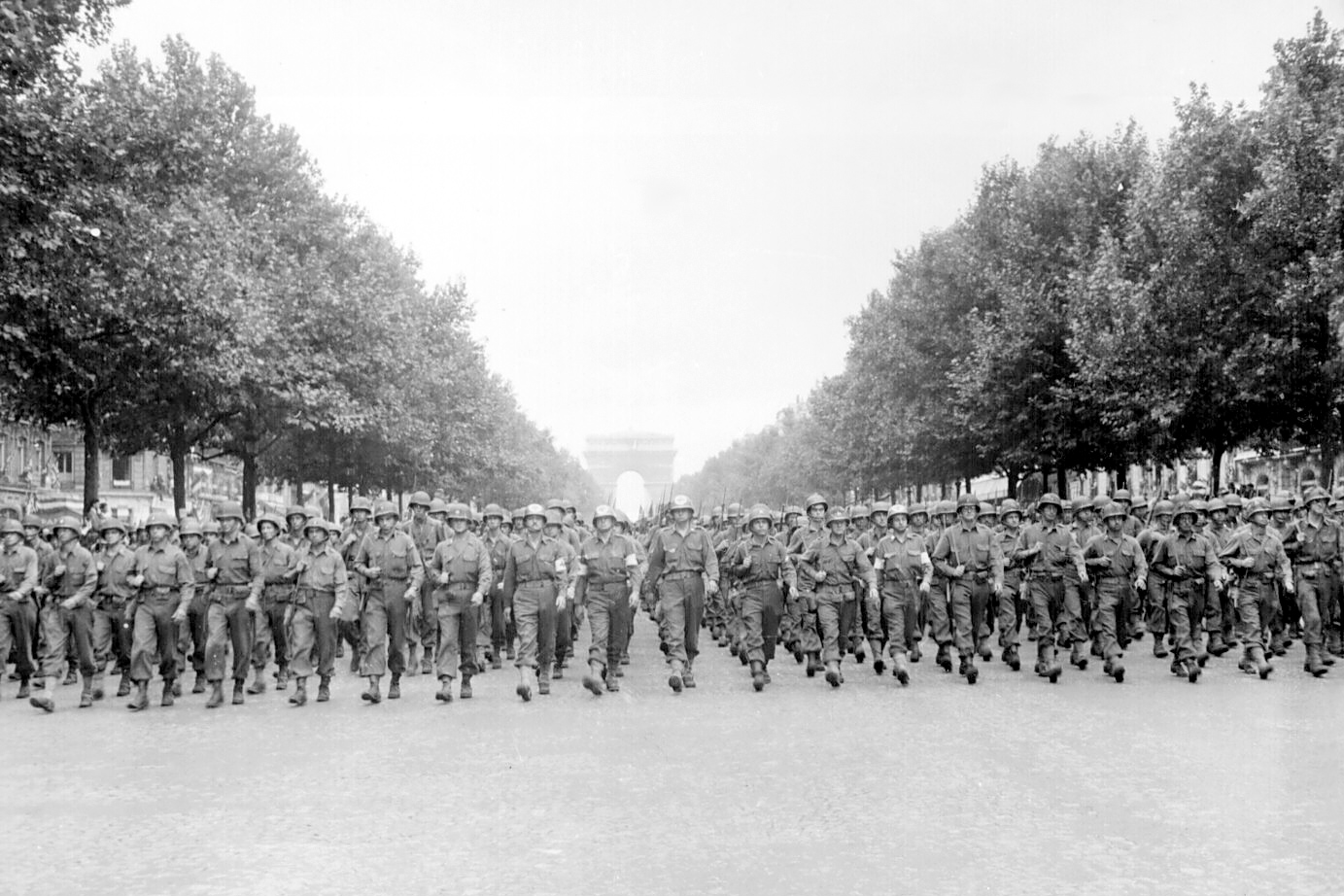
Intocht van Amerikaanse troepen op de Champs-Élysées bij de bevrijding van Parijs

Aan het eind van de 18e eeuw was de Champs-Élysées uitgegroeid tot een populaire laan; de bomen aan de zijkanten waren zo dik geworden dat er rechthoekige grasvelden ontstonden (cabinets de verdure). De tuinen van de huizen langs de Faubourg St-Honoré, die parallel aan de avenue liep, 'vergroeiden' met de beplanting langs de Champs-Élysées. De grootste van deze huizen was het Élysée, een halve cirkel van huizen die nu de noordzijde van de rotonde om de Place de la Concorde vormt. Koningin Marie Antoinette volgde muzieklessen in het grote Hôtel de Crillon aan het plein. De avenue die hiervandaan naar de Place de l'Étoile liep, werd gebouwd tijdens de periode van het Eerste Franse Keizerrijk. De Champs-Élysées zelf werd in 1828 eigendom van de stad, waarna er voetpaden, fonteinen en gaslantaarns werden aangelegd. Door de jaren heen heeft de avenue meerdere verbouwingen ondergaan; de recentste was in 1994, toen de trottoirs werden verbreed.
De Champs-Élysées is, vanwege zijn grootte en ligging ten opzichte van bekende Parijse monumenten als de Arc de Triomphe, het toneel geweest van meerdere beroemde en beruchte militaire parades, waaronder de intocht van Duitse troepen na de Slag om Frankrijk op 14 juni 1940 en de aansluitende intocht van de Amerikanen na de Bevrijding van Parijs op 25 augustus 1944.

## Winkels en kantoren

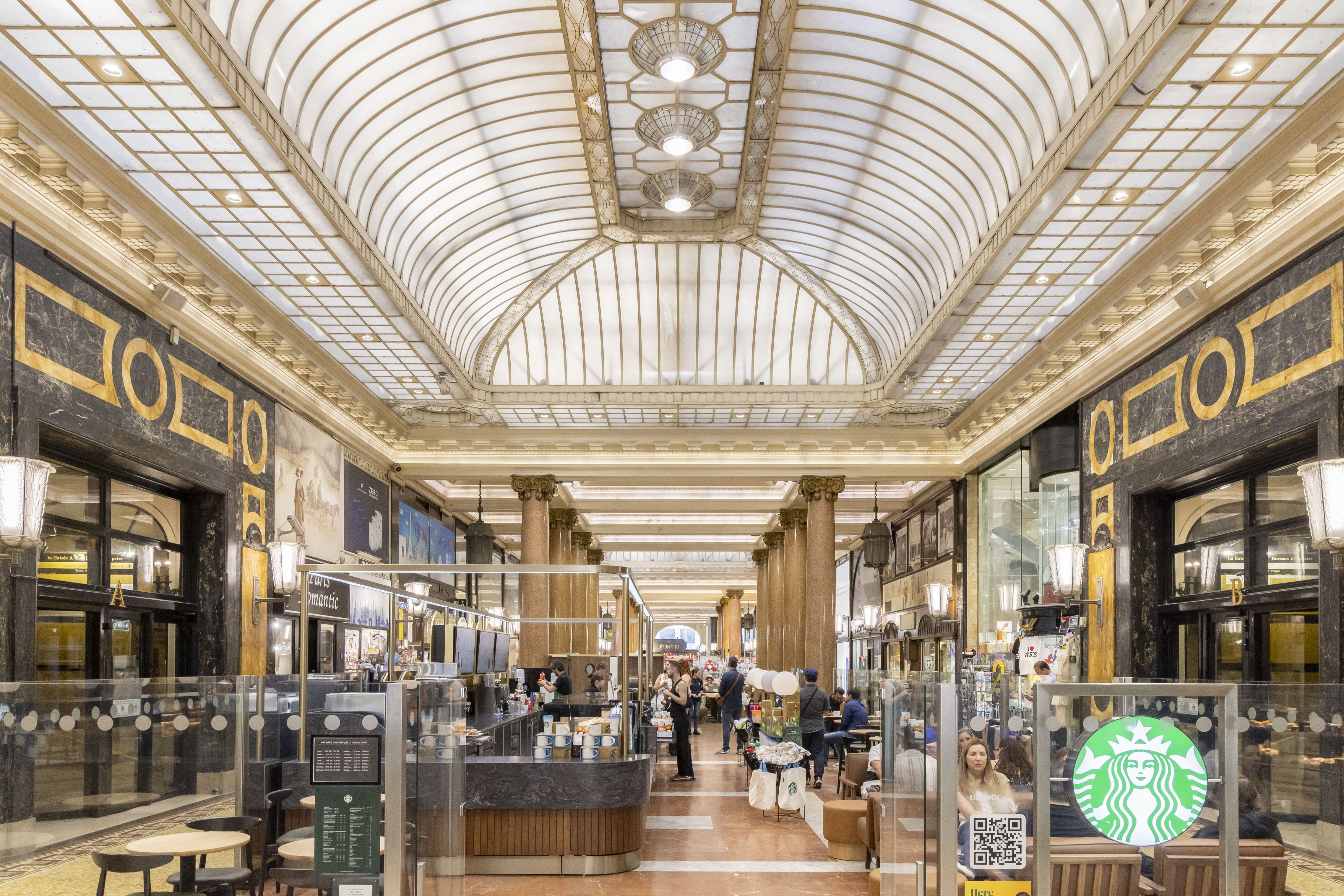
Arcades des Champs-Élysées

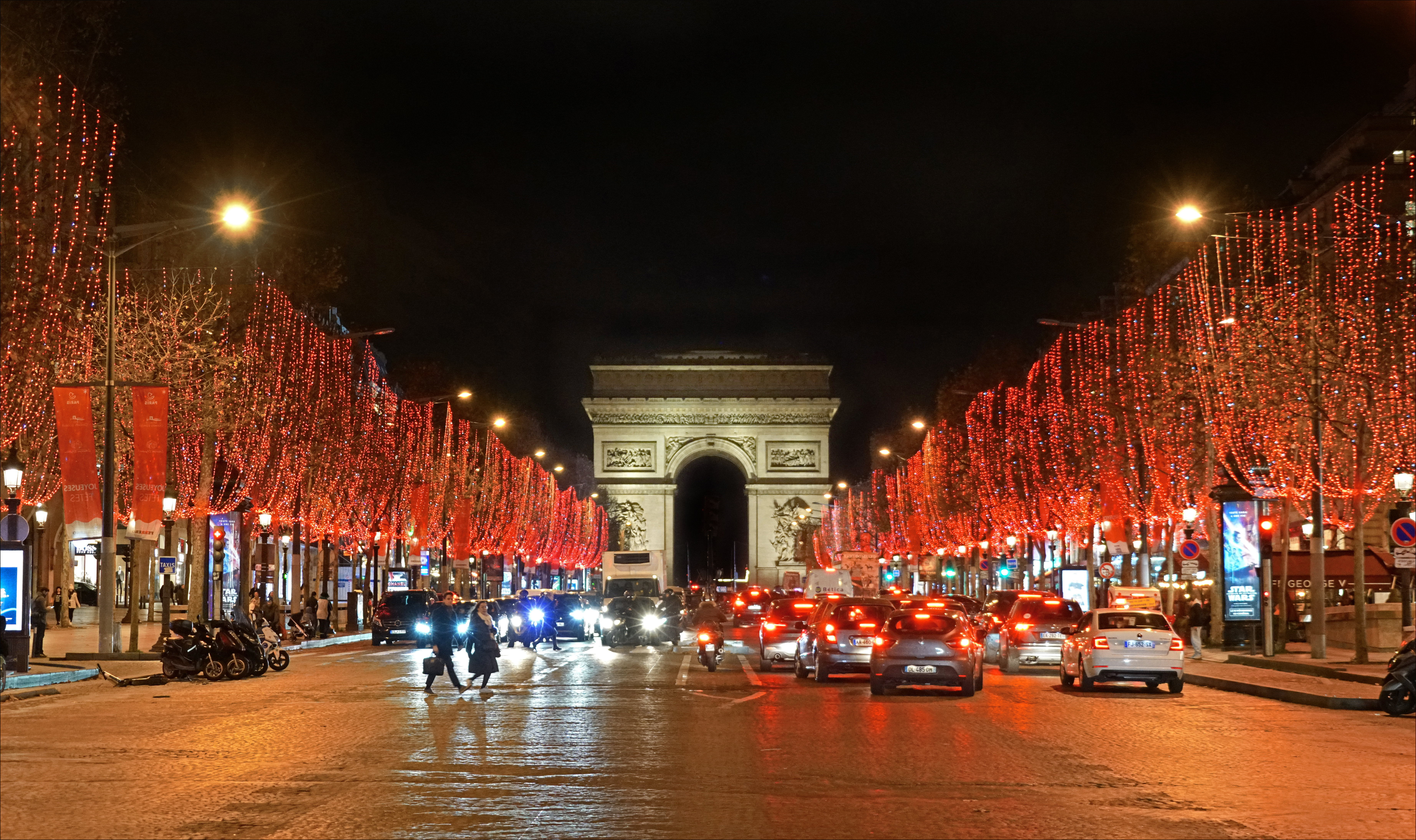
De Champs-Élysées in kerstsfeer

Mede dankzij de vele bioscopen, cafés en luxueuze winkels is de Champs-Élysées een van de bekendste straten ter wereld. Met een gemiddelde huur van meer dan € 900.000,– per 100 m² per jaar is het ook een van de duurste. De enige straat waar de huren hoger liggen is Fifth Avenue in New York.
In 1860 sloten de kooplieden en winkeliers langs de avenue de handen ineen en vormden het Syndicat d'Initiative et de Défense des Champs-Élysées, dat onder leiding van Louis Vuitton zelf in 1916 werd omgezet in een vereniging om de avenue te promoten. In 1980 veranderde de vereniging zijn naam in Comité des Champs-Élysées. Het is het oudste gremium van Parijs. Het 'Comité' heeft zich altijd gewijd aan het zoeken naar projecten om de luxe uitstraling te behouden. Tevens vormde het een lobbygroep die als doel heeft de openingstijden te verlengen. Zelfs vandaag de dag heeft het Comité zeggenschap over de komst van nieuwe bedrijven.
Vanwege de hoge huren wonen er weinig mensen daadwerkelijk aan de Champs-Élysées; de bovenste verdiepingen worden doorgaans als kantoor gebruikt. De huren aan de noordzijde zijn hoger dan aan de zuidzijde, omdat het zonlicht daar beter valt. Het ontwerp van de tuinen langs de avenue (de daadwerkelijke "Champs-Élysées") wordt bewonderd door velen. De tuinen liggen naast het Élysée, het presidentiële paleis, en het Grand Palais, gebouwd aan het eind van de 19e eeuw. Bij het lopen langs de promenades kan men nog steeds openlucht-marionettentheaters vinden, een populaire Franse traditie.
Zoals eerder vermeld is de avenue een van de belangrijkste winkelstraten ter wereld. Er zijn grote filialen (flagship stores) van bedrijven als Benetton, Disney, Gap (het grootste van Europa), Nike, Zara en vele andere overwegend modezaken. Adidas opende er in februari 2007 zijn grootste winkel ter wereld in een klassiek gebouw. Nike bouwde als reactie er schuin tegenover de grootste zaak in Europa, bekend als "Nike Paris". Tevens is er de fanshop te vinden van de Parijse voetbalclub Paris Saint-Germain.
Om het cachet van de Champs-Élysées te waarborgen, heeft het Parijse stadsbestuur een aantal jaren geleden een wet uitgevaardigd die alleen in wit uitgevoerde reclame-uitingen toestaat. Dit betekent dat alle neonreclame en logo's van bedrijven aan deze laan wit zijn. De McDonald's aan de Champs-Élysées is dan ook de enige vestiging van deze keten waarvan het overbekende logo in wit is uitgevoerd.
De komst van internationale ketens als McDonald's en Starbucks zorgde voor een verandering in het karakter van de avenue, en in een poging om deze verandering (of "banalisering") tegen te gaan, besloot de gemeente Parijs in 2007 de Zweedse winkelketen H&M het openen van een filiaal aan de avenue te verbieden. De Raad van State trok dat verbod in 2008 echter weer in.

## Evenementen

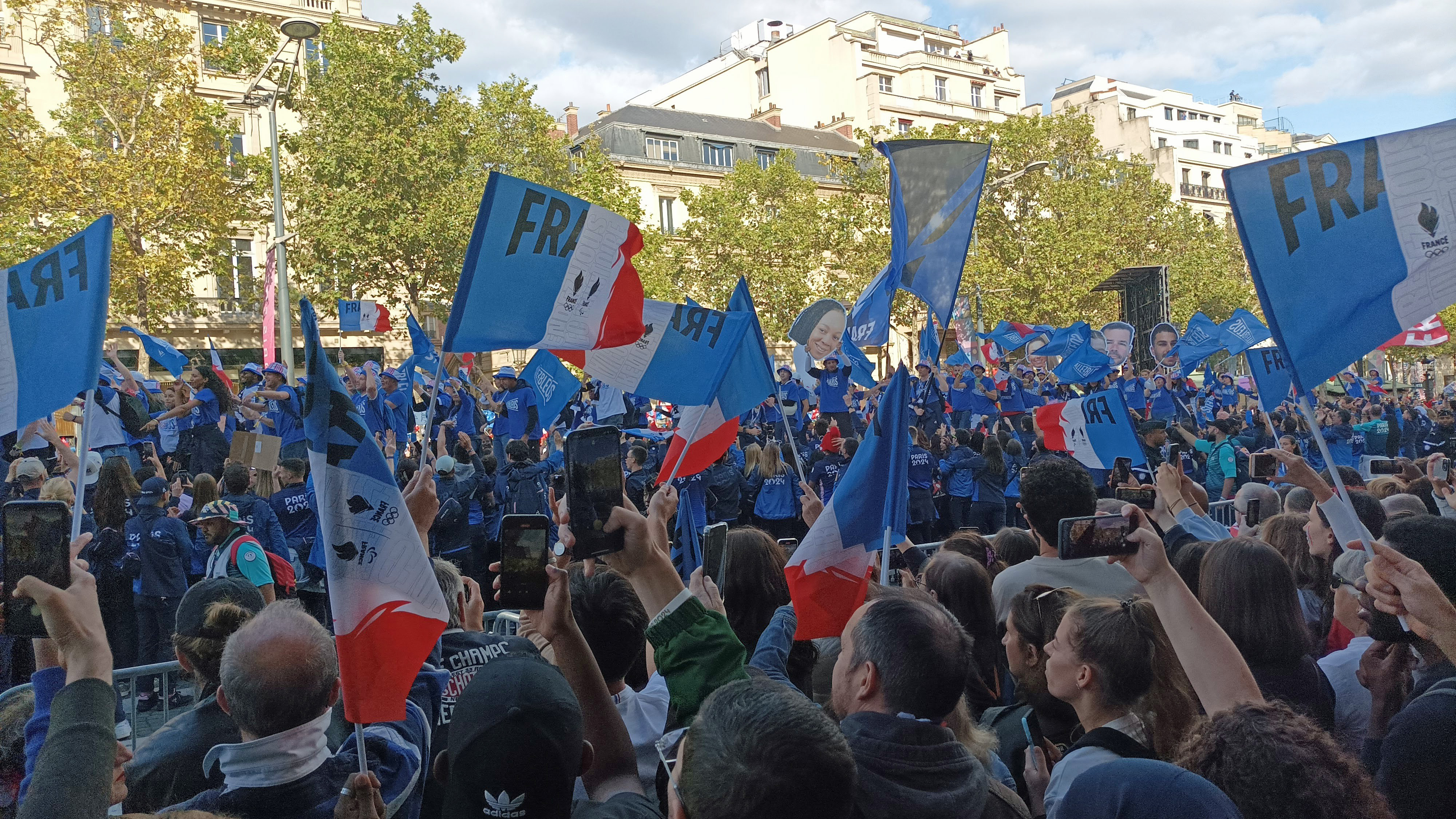
"Parade der kampioenen" op de Champs-Élysées tijdens de Olympische Zomerspelen 2024

- Elk jaar op Quatorze Juillet trekt de grootste militaire parade van Europa over de Champs-Élysées, onder toezicht van de president van Frankrijk.
- Van eind november tot eind december wordt de avenue door het Comité des Champs-Élysées van feestverlichting voorzien.
- De Champs-Élysées is sinds 1975 het traditionele eindpunt van de laatste etappe van de Ronde van Frankrijk.[2]De enige uitzondering hierop was de Ronde van Frankrijk van 2024. Deze eindigde niet op de Champs-Élysées, maar in Nice omdat de Olympische Spelen dat jaar in Parijs werden gehouden. Tot 2023 was dit traditioneel een typische sprintersetappe, die veelal in een massasprint eindigde. In 2025 keerde de race terug om voor de 50e keer te finishen op de Champs-Élysées, maar met een ongewone route met drie beklimmingen van Montmartre. De beklimmingen op deze route, bedoeld om de 50e verjaardag van het gebruik van de Champs-Élysées in de Tour te vieren en te profiteren van de populariteit van het gebruik van Montmartre in de wielerwedstrijd op de Olympische Spelen van 2024, maakten de etappe minder geschikt voor sprinters, wat leidde tot enige kritiek van de wielrenners; de etappe werd gewonnen door Wout van Aert uit de kopgroep
- De start van de marathon van Parijs vindt er jaarlijks plaats.
- Sinds mei 2016 is de laan elke eerste zondag van de maand autovrij.

## Weginrichting
Voor 2019 had de laan 8 rijstroken. Na heraanleg waren er nog 6 rijstroken en kwamen er vrijliggende fietspaden en laad-en-loszones.